# Правительства Третьей французской республики
Правительства Третьей французской республики — правительства и кабинеты министров Франции периода Третьей республики:

## Народные волнения 1870 года
1. Правительство национальной обороны Жюля Трошю́ — с 4 сентября 1870 по 12 января 1871;
2. правительство Национального собрания — с 12 января 1871 по 19 февраля 1871.

## Парижская коммуна
1. Парижская коммуна с 26 марта по 22 мая 1871.

## Президент Адольф Тьер (1871—1873)
Правительства, назначенные Адольфом Тьером, главой исполнительной власти (с 19 февраля 1871) и президентом (с 31 августа 1871 по 24 мая 1873 года):
1. первое правительство Дюфора с 19 февраля 1871 по 18 мая 1873;
2. второе правительство Дюфора с 18 мая 1873 по 24 мая 1873.

## Президент Патрис де Мак-Магон (1873—1879)
Правительства, назначенные президентом Патрисом де Мак-Магоном (с 24 мая 1873 по 30 января 1879):
1. первое правительство де Брольи с 24 мая 1873 по 24 ноября 1873;
2. второе правительство де Брольи с 26 ноября 1873 по 18 мая 1874;
3. правительство Курто де Сиссе с 22 мая 1874 по 10 марта 1875;
4. правительство Бюффе с 10 марта 1875 по 23 февраля 1876;
5. третье правительство Дюфора с 23 февраля 1876 по 9 марта 1876;
6. четвёртое правительство Дюфора с 9 марта 1876 по 2 декабря 1876;
7. правительство Симона с 12 декабря 1876 по 16 мая 1877;
8. правительство де Брольи (3) с 17 мая 1877 по 19 ноября 1877;
9. правительство Рошбуэ с 23 ноября 1877 по 24 ноября 1877;
10. пятое правительство Дюфора с 13 декабря 1877 по 30 января 1879.

## Президент Жюль Греви (1879—1887)
Правительства, назначенные президентом Жюлем Греви́ (с 30 января 1879 по 2 декабря 1887)
1. правительство Ваддингтона с 4 февраля 1879 по 21 декабря 1879;
2. первое правительство Фрейсине с 28 декабря 1879 по 19 сентября 1880;
3. первое правительство Ферри с 23 сентября 1880 по 10 ноября 1881;
4. правительство Гамбетты с 14 ноября 1881 по 26 января 1882;
5. второе правительство Фрейсине с 30 января 1882 по 29 июля 1882;
6. правительство Дюклерка с 7 августа 1882 по 28 января 1883;
7. правительство Фальера с 29 января 1883 по 17 февраля 1883;
8. второе правительство Ферри с 21 февраля 1883 по 30 марта 1885;
9. первое правительство Бриссона с 6 апреля 1885 по 29 декабря 1885;
10. третье правительство Фрейсине с 7 января 1886 по 3 декабря 1886;
11. правительство Гобле с 11 декабря 1886 по 17 мая 1887;
12. первое правительство Рувье с 30 мая 1887 по 4 декабря 1887.

## Президент Сади́ Карно́ (1887—1894)
Правительства, назначенные президентом Сади́ Карно́ (с 3 декабря 1887 по 25 июня 1894)
1. первое правительство Тирара с 11 декабря 1887 по 30 марта 1888;
2. правительство Флоке с 3 апреля 1888 по 14 февраля 1889;
3. второе правительство Тирара с 22 февраля 1889 по 13 марта 1890;
4. четвёртое правительство Фрейсине с 17 марта 1890 по 18 февраля 1892;
5. правительство Лубе с 27 февраля 1892 по 28 ноября 1892;
6. первое правительство Рибо с 6 декабря 1892 по 10 января 1893;
7. второе правительство Рибо с 11 января 1893 по 30 марта 1893;
8. первое правительство Дюпюи с 4 апреля 1893 по 23 ноября 1893;
9. правительство Казимир-Перье с 3 декабря 1893 по 22 мая 1894;
10. второе правительство Дюпюи с 30 мая 1894 по 25 июня 1894.

## Президент Жан Казимир-Перье́ (1894—1895)
Правительство, назначенное президентом Жаном Казимир-Перье́ (с 27 июня 1894 по 15 января 1895):
1. третье правительство Дюпюи с 1 июля 1894 по 15 января 1895.

## Президент Феликс Фор (1895—1899)
Правительства, назначенные президентом Феликсом Фором (с 17 января 1895 по 16 февраля 1899)
1. третье правительство Рибо с 26 января 1895 по 28 октября 1895
2. правительство Буржуа с 1 ноября 1895 по 23 апреля 1896
3. правительство Мелина с 28 апреля 1896 по 28 июня 1898
4. правительство Бриссона (2) с 28 июня 1898 по 26 октября 1898
5. четвёртое правительство Дюпюи с 1 ноября 1898 по 18 февраля 1899

## Президент Эмиль Лубе (1899—1906)
Правительства, назначенные президентом Эмилем Лубе́ (с 18 февраля 1899 по 18 февраля 1906)
1. пятое правительство Дюпюи с 18 февраля 1899 по 12 июня 1899;
2. правительство Вальдек-Руссо с 22 июня 1899 по 3 июня 1902;
3. правительство Комба с 7 июня 1902 по 24 января 1905;
4. второе правительство Рувье с 24 января 1905 по 18 февраля 1906.

## Президент Арман Фалье́р (1906—1913)
Правительства, назначенные Арманом Фальером, президентом с 18 февраля 1906 по 18 февраля 1913:
1. третье правительство Рувье с 18 февраля 1906 по 7 марта 1906.
2. правительство Саррьена с 14 марта 1906 по 20 октября 1906.
3. первое правительство Клемансо с 25 октября 1906 по 20 июля 1909.
4. первое правительство Бриана с 24 июля 1909 по 2 ноября 1910.
5. второе правительство Бриана с 4 ноября 1910 по 27 февраля 1911.
6. правительство Мониса с 2 марта 1911 по 23 июня 1911.
7. правительство Кайо с 27 июня 1911 по 11 января 1912.
8. первое правительство Пуанкаре с 14 января 1912 по 21 января 1913.
9. третье правительство Бриана с 21 января 1913 по 18 февраля 1913.

## Президент Раймон Пуанкаре́ (1913—1920)
Правительства, назначенные Раймоном Пуанкаре́, президентом с 18 февраля 1913 по 18 февраля 1920:
1. четвёртое правительство Бриана с 18 февраля 1913 по 18 марта 1913;
2. правительство Барту с 22 марта 1913 по 2 декабря 1913;
3. первое правительство Думерга с 9 декабря 1913 по 2 июня 1914;
4. четвёртое правительство Рибо с 9 июня 1914 по 12 июня 1914;
5. первое правительство Вивиани с 13 июня 1914 по 26 августа 1914;
6. второе правительство Вивиани с 26 августа 1914 по 29 октября 1915;
7. пятое правительство Бриана с 29 октября 1915 по 12 декабря 1916;
8. шестое правительство Бриана с 12 декабря 1916 по 17 марта 1917;
9. пятое правительство Рибо с 20 марта 1917 по 7 сентября 1917;
10. первое правительство Пенлеве с 12 сентября 1917 по 13 ноября 1917;
11. второе правительство Клемансо с 16 ноября 1917 по 18 января 1920;
12. первое правительство Мильерана с 20 января 1920 по 18 февраля 1920.

## Президент Поль Дешане́ль (1920)
Правительство, назначенное Полем Дешанелем, президентом с 18 февраля 1920 по 21 сентября 1920):
1. второе правительство Мильерана с 18 февраля 1920 по 23 сентября 1920.

## Президент Александр Мильера́н (1920—1924)
Правительства, назначенные Александром Мильераном, президентом с 23 сентября 1920 по 11 июня 1924:
1. правительство Лейга с 24 сентября 1920 по 7 января 1921;
2. седьмое правительство Бриана с 16 января 1921 по 12 января 1922;
3. второе правительство Пуанкаре с 15 января 1922 по 29 марта 1924;
4. третье правительство Пуанкаре с 29 марта 1924 по 1 июня 1924;
5. правительство Франсуа-Марсаля с 8 июня 1924 по 10 июня 1924.

## Президент Гастон Думе́рг (1924—1931)
Правительства, назначенные Гастоном Думергом, президентом с 13 июня 1924 по 13 июня 1931:
1. первое правительство Эррио с 14 июня 1924 по 10 апреля 1925;
2. второе правительство Пенлеве с 17 апреля 1925 по 27 октября 1925;
3. третье правительство Пенлеве с 29 октября 1925 по 22 ноября 1925;
4. восьмое правительство Бриана с 28 ноября 1925 по 6 марта 1926;
5. девятое правительство Бриана с 9 марта 1926 по 15 июня 1926;
6. десятое правительство Бриана с 23 июня 1926 по 17 июля 1926;
7. второе правительство Эррио с 19 июля 1926 по 21 июля 1926;
8. четвёртое правительство Пуанкаре с 23 июля 1926 по 6 ноября 1928;
9. пятое правительство Пуанкаре с 18 ноября 1928 по 26 июля 1929;
10. одиннадцатое правительство Бриана с 29 июля 1929 по 22 октября 1929;
11. первое правительство Тардьё с 3 ноября 1929 по 17 февраля 1930;
12. первое правительство Шотана с 21 февраля 1930 по 25 февраля 1930;
13. второе правительство Тардьё с 2 марта 1930 по 4 декабря 1930;
14. правительство Стега с 13 декабря 1930 по 22 января 1931;
15. первое правительство Лаваля с 27 января 1931 по 13 июня 1931.

## Президент Поль Думе́р (1931—1932)
Правительства, назначенные президентом Полем Думе́ром (с 13 мая 1931 по 7 мая 1932)
1. второе правительство Лаваля с 13 июня 1931 по 12 января 1932;
2. третье правительство Лаваля с 14 января 1932 по 6 февраля 1932;
3. третье правительство Тардьё с 20 февраля 1932 по 10 мая 1932.

## Президент Альбер Лебре́н (1932—1940)
Правительства, назначенные Альбером Лебре́ном, президентом с 10 мая 1932 по 10 июля 1940):
1. третье правительство Эррио с 3 июня 1932 по 14 декабря 1932;
2. правительство Поль-Бонкура с 18 декабря 1932 по 28 января 1933;
3. первое правительство Даладье с 31 января 1933 по 24 октября 1933;
4. первое правительство Сарро с 26 октября 1933 по 24 ноября 1933;
5. второе правительство Шотана с 26 ноября 1933 по 27 января 1934;
6. второе правительство Даладье с 30 января 1934 по 7 февраля 1934;
7. второе правительство Думерга с 9 февраля 1934 по 8 ноября 1934;
8. первое правительство Фландена с 8 ноября 1934 по 31 мая 1935;
9. правительство Буиссона с 1 июня 1935 по 4 июня 1935;
10. четвёртое правительство Лаваля с 7 июня 1935 по 22 января 1936;
11. второе правительство Сарро с 24 января 1936 по 4 июня 1936;
12. первое правительство Блюма с 4 июня 1936 по 21 июня 1937;
13. третье правительство Шотана с 29 июня 1937 по 14 января 1938;
14. четвёртое правительство Шотана с 18 января 1938 по 10 марта 1938;
15. второе правительство Блюма с 13 марта 1938 по 8 апреля 1938;
16. третье правительство Даладье с 12 апреля 1938 по 11 мая 1939;
17. четвёртое правительство Даладье с 11 мая 1939 по 14 апреля 1939;
18. пятое правительство Даладье с 14 апреля 1939 по 20 марта 1940;
19. правительство Рейно с 22 марта 1940 по 16 июня 1940;
20. правительство маршала Петена с 16 июня 1940 по 11 июля 1940.